# Lars Erik Högberg

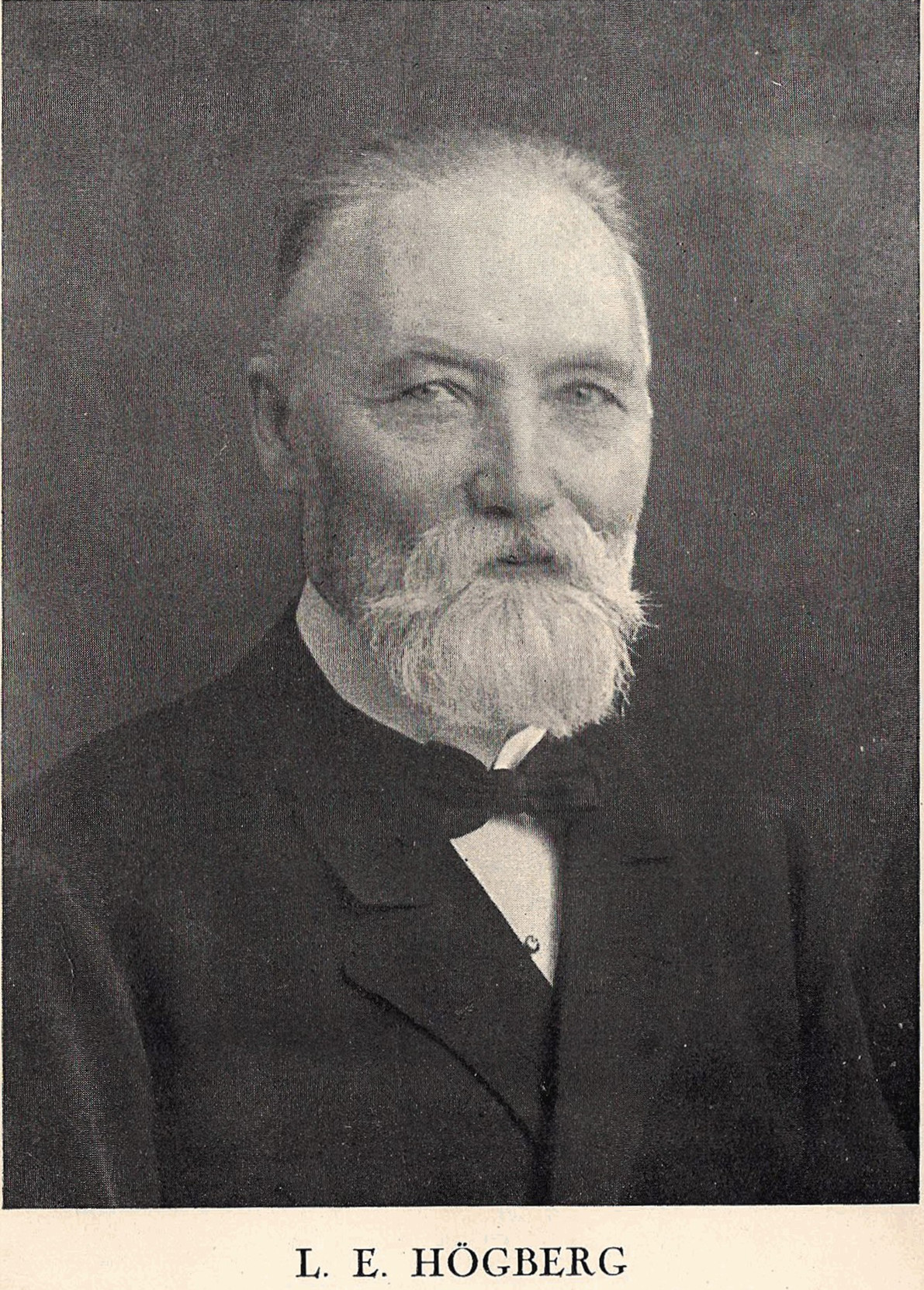
Svenska Missionsförbundets missionär Lars Erik Högberg från hans självbiografi 1924

Lars Erik Högberg, född 18 december 1858 i Nora bergsförsamling, Örebro län, död 4 maj 1924 i Stockholm, var en svensk missionär. 
Högberg genomgick Värmländska ansgariiföreningens missionsskola 1877–1879 samt avskildes till missionär i augusti 1880 i Kristinehamn. Högberg verkade som missionär för Svenska Missionsförbundet på olika platser. Han reste första gången till Petersburg i Ryssland i augusti 1880 och återkom till Sverige 1885. Andra missionsresan gick till Ryssland samt till Kaukasien och Persien 1886 och han återkom 1893.  Hans tredje missionsresa var till Ost-Turkestan första gången den 3 maj 1894 och återkom den 6 augusti 1900. Under denna tid, år 1897, besökte han de arkeologiska lämningarna efter Yotkan, huvudstaden i Khotan tillsammans med Magnus Bäcklund. Det finns en arkeologisk samling från detta besök på Etnografiska museet, Stockholm. Andra gången till samma mål for han den 6 oktober 1903 och stannade till den 7 november 1909. Ännu en tredje gång reste han dit den 26 september 1911 och återkom fem år senare den 21 oktober 1916. Åren 1917–1921 arbetade han bland ryska krigsfångar i Tyskland och Österrike.
Högberg skrev ett flertal poem och sånger under singatur H-b-, den mest kända är I Jesu namn vi börja ännu ett nådens år, som han skrev i Petersburg jul- och nyårshelgen 1881–1882 och under rubriken "En missionärs nyårsbön" trycktes första gången i Förbundet nr 2, 1882.
Högberg ingick den 15 augusti 1882 äktenskap med Eva Eriksson, som dog i kolera i Tabris i Persien den 3 augusti 1892. Den 26 mars 1894 ingick han nytt äktenskap med Sigrid Johanna Adelaide Braune.
Högberg har skildrat sitt liv som missionär i En missionärs minnen, Stockholm, Svenska MIssionsförbundets förlag, 1924. Han är begravd på Norra begravningsplatsen utanför Stockholm.

## Psalmer
- I Jesu namn vi börja ännu ett nådens år nr 701 i Svenska Missionsförbundets sångbok 1920 under rubriken "Årsskiften"